# Latinisierung in der Sowjetunion

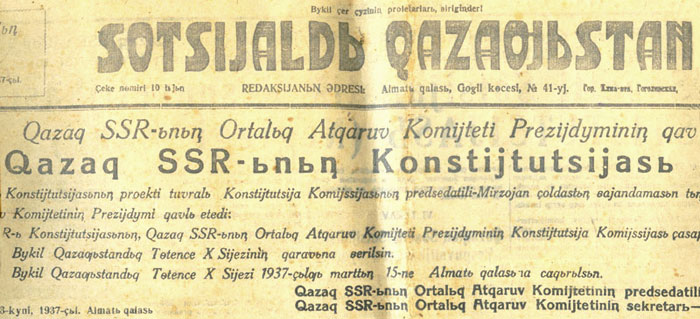
Eine kasachische Zeitung in lateinischer Schrift von 1937, veröffentlicht in Almaty, Kasachische SSR

Die Latinisierung in der Sowjetunion (russisch латиниза́ция latinisazija) war eine Kampagne in den 1920er bis 1930er Jahren, die darauf abzielte, traditionelle Schriftsysteme für verschiedene Sprachen der Sowjetunion durch lateinisch-basierte Schriftsysteme zu ersetzen oder solche für bislang schriftlose Sprachen zu entwickeln.

## Betroffene Sprachen

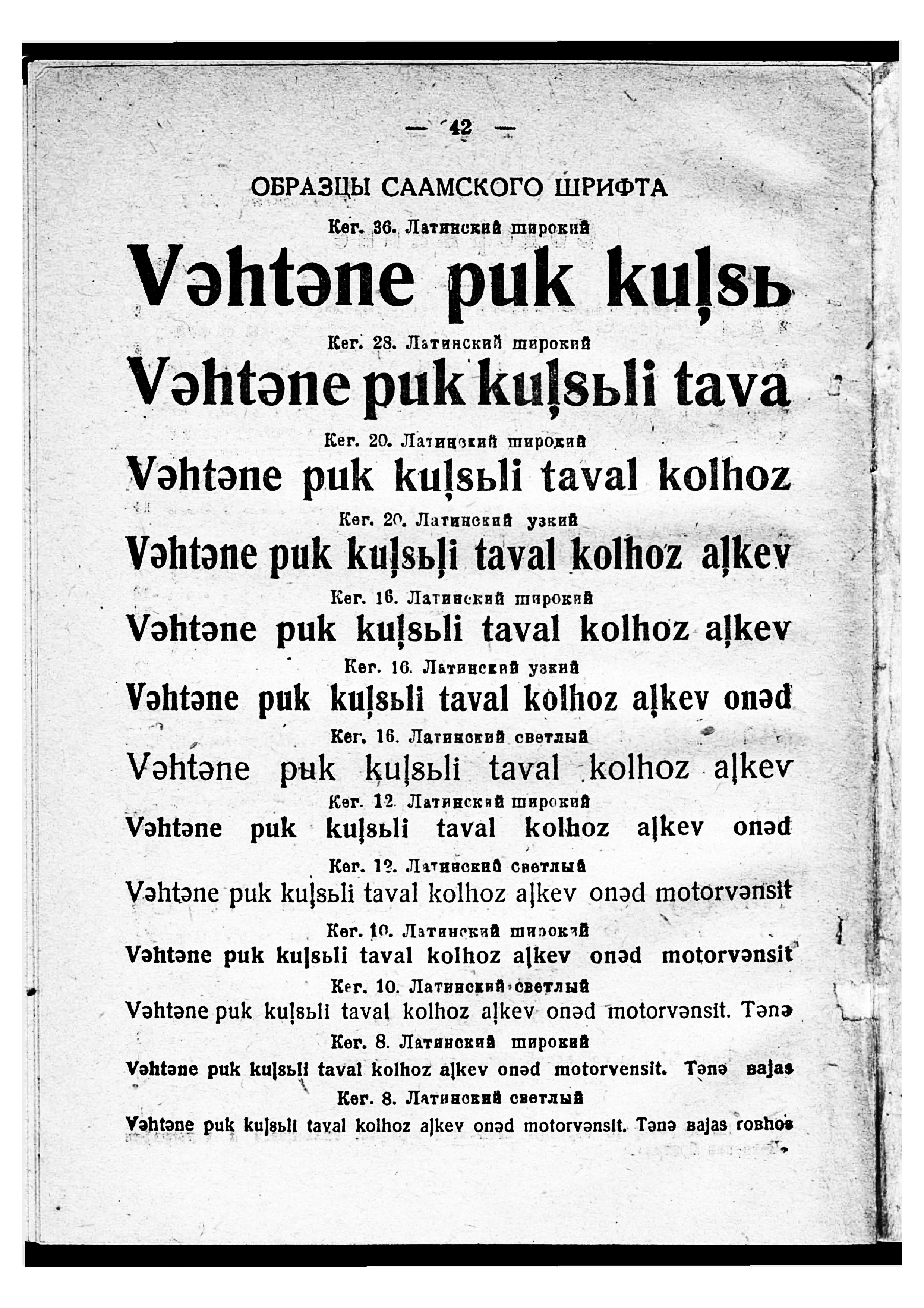
Beispiele der Satzschrift für das „Einheitliches Nordalphabet“ (basierend auf dem „Neue Alfabet“) des Kildinsamischen für die Typographie der Zeitschrift Poljarnaja Prawda (1934)

Die Alphabete für die folgenden Sprachen wurden latinisiert oder neu erstellt:
- Abasinisch (1932)
- Abchasisch (1924)
- Adygeisch (1926)
- Altaisch (Südaltaisch, 1929)
- Aserbaidschanisch (1922)
- Assyrisch (in der Sowjetunion übliche Bezeichnung für den assyrisch-neuaramäischen Dialekt, 1930)
- Awarisch (1928)
- Baschkirisch (1927)
- Belutschisch (1933)
- Bergjüdisch (in der Sowjetunion übliche Bezeichnung für den Juhuri-Dialekt des Tatischen, 1929)
- Burjatisch (1929)
- Chakassisch (1929)
- Chantisch (1931)
- Chinesisch (1931)
- Darginisch (1928)
- Dunganisch (1928)
- Eskimoisch (verallgemeinernd für die in der Sowjetunion überwiegend auf der Tschuktschen-Halbinsel gesprochenen Yupik-Sprachen und -Dialekte, 1931)
- Ewenisch (1931)
- Ewenkisch (1931)
- Jakutisch (1920/1929)
- Inguschisch (1923)
- Ischorisch (1932)
- Itelmenisch (1931)
- Judäo-Tadschikisch (von den Bucharischen Juden gesprochener Buchori-Dialekt des Persischen/Tadschikischen, 1929)
- Kabardinisch (1923)
- Kalmückisch (1930)
- Karaimisch (1928)
- Karakalpakisch (1928)
- Karatschai-Balkarisch (1924)
- Karelisch (1931)
- Kasachisch (1928)
- Ketisch (1931)
- Kirgisisch (1928)
- Komi-Permjakisch (1932)
- Komi-Syrjänisch (1932)
- Korjakisch (1931)
- Krimtatarisch (1927)
- Krimtschakisch (1928)
- Kumandinisch (Nordaltaisch, 1932)
- Kumykisch (1927)
- Kurdisch (in der Sowjetunion übliche Bezeichnung für Kurmandschi, 1929)
- Lakisch (1928)
- Lasisch (1930)
- Lesgisch (1928)
- Mansisch (1931)
- Moldauisch (1932)
- Nanaisch (1931)
- Nenzisch (1931)
- Niwchisch (1931)
- Nogaisch (1928)
- Ossetisch (1923)
- Persisch (1930)
- Samisch (verallgemeinernd für die in Russland gesprochenen ostsamischen Sprachen, insbesondere Kildinsamisch und Skoltsamisch, 1931)
- Schorisch (1931)
- Schugnanisch (1932)
- Selkupisch (1931)
- Tabassaranisch (1932)
- Tadschikisch (1928)
- Talyschisch (1929)
- Tatarisch (1928)
- Tatisch (1933)
- Tsachurisch (1934)
- Tschetschenisch (1925)
- Tschuktschisch (1931)
- Turkmenisch (1927)
- Udeheisch (1931)
- Udisch (1934)
- Uigurisch (1928)
- Usbekisch (1927)
- Wepsisch (1932)

Latinisierungsprojekte für folgende Sprachen wurden zusammengestellt und genehmigt:
- Aleutisch
- Arabisch
- Koreanisch
- Udmurtisch

Diese wurden jedoch nicht umgesetzt. Es wurden Projekte zur Latinisierung aller anderen Alphabete der Sprachen in der Sowjetunion entwickelt.
Insgesamt wurden zwischen 1923 und 1939 Alphabete für 50 Sprachen (von 72 Sprachen der UdSSR, die eine Schriftsprache besaßen) auf der Grundlage des lateinischen Alphabets erstellt. Im Jahr 1936 begann jedoch eine neue Kampagne: die meisten Sprachen der Völker der Sowjetunion wurden auf kyrillische Schrift umgestellt, was im Wesentlichen bis 1940 abgeschlossen war.
Ausgenommen von der Latinisierung (wie auch von der folgenden Kyrillisierung) waren das Armenische, das Georgische und das Jiddische mit ihren jeweils eigenen Schriftsystemen. In der Sowjetunion gesprochene Sprachen mit traditionell lateinischem Schriftsystem wurden nicht kyrillisiert (Deutsch sowie die insbesondere nach den Angliederungen entsprechender Gebiete im Westen der Sowjetunion 1939/1940 weiter verbreiteten Estnisch, Finnisch, Lettisch, Litauisch und Polnisch).